# Phelister aduncus
Phelister aduncus är en skalbaggsart som beskrevs av Schmidt 1893. Phelister aduncus ingår i släktet Phelister och familjen stumpbaggar. Inga underarter finns listade i Catalogue of Life.